# Čas, který zbývá
Čas, který zbývá (Le Temps qui reste) je francouzský hraný film z roku 2005, který režíroval François Ozon podle vlastního scénáře. Film popisuje osudy mladého muže, který se vyrovnává se zjištěním, že má rakovinu. Snímek měl světovou premiéru na Mezinárodním filmovém festivalu v Cannes 16. května 2005, v ČR vyšel na DVD v roce 2008.

## Děj
Romain je jednatřicetiletý módní fotograf, který jednoho dne upadne do bezvědomí. V nemocnici mu sdělí, že má zhoubný rakovinový nádor. Protože odmítá chemoterapii, zbývá mu jen několik málo měsíců života. Rozhodne se o své nemoci povědět pouze své babičce a utajit ji před svým přítelem Sachou, svými rodiči a svou sestrou Sophií. Se svým přítelem se rozejde a odjede za svou babičkou. Cestou se na dálničním motorestu seznámí se servírku Jany, která ho požádá, jestli by nemohl být náhradním otcem jejího dítěte, protože manžel je neplodný. Romain to odmítne. Po návratu do Paříže rekapituluje svůj život. Usmíří se se sestrou i se Sachou a posléze vyhledá manžele, aby se stal otcem jejich dítěte. Po dvou měsících ustanoví nenarozené dítě svým univerzálním dědicem a odjede zemřít k moři.

## Obsazení
| Melvil Poupaud            | Romain                  |
| Jeanne Moreau             | jeho babička Laura      |
| Valeria Bruni Tedeschiová | Jany                    |
| Daniel Duval              | Romainův otec           |
| Marie Rivière             | Romainova matka         |
| Christian Sengewald       | Sacha                   |
| Louise-Anne Hippeau       | Romainova sestra Sophie |
| Henri de Lorme            | lékař                   |
| Walter Pagano             | Bruno                   |
| Victor Poulouin           | Laurent                 |
| Laurence Ragon            | notářka                 |